# Mustafa Abubakar

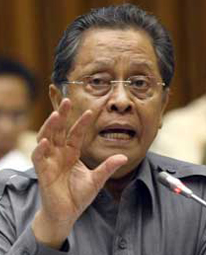
Mustafa Abubakar

Mustafa Abubakar (* 15. Oktober 1949) ist ein indonesischer Politiker. Abubakar ist im Kabinett Susilo Bambang Yudhoyono Wirtschaftsminister. Abubakar wurde ins Kabinett geholt, um die indonesische Logistikbehörde zu reformieren. Der vorherige Chef der Behörde, Widjanarko Puspoyo, war in einem Korruptionsskandal verwickelt.